# مرقد عباس
مرقد عباس (بالفارسية: امامزاده عباس) هو مرقد شيعي تاريخي يعود إلى مرعشيون، ويقع في مقاطعة ساري